# Anabad (Azerbaigian)
Anabad è un comune dell'Azerbaigian situato nel distretto di Ordubad. 
| Controllo di autorità | VIAF (EN) 146323116 · ISNI (EN) 0000 0001 2179 0951 · LCCN (EN) nb2007006787 |